# Tanyproctus ortospanaensis
Tanyproctus ortospanaensis är en skalbaggsart som beskrevs av Rudolph Petrovitz 1965. Tanyproctus ortospanaensis ingår i släktet Tanyproctus och familjen Melolonthidae. Inga underarter finns listade i Catalogue of Life.